# Starpath Supercharger

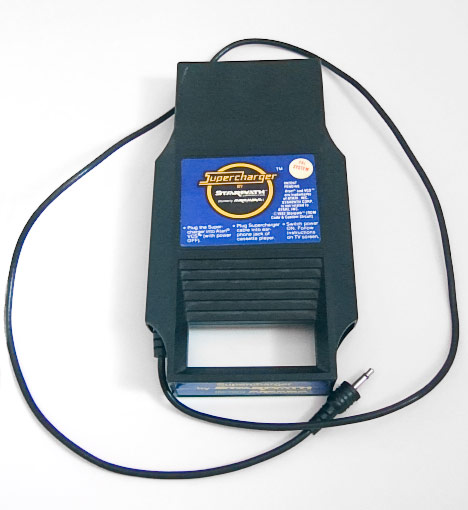
Starpath Supercharger

Der Starpath Supercharger war ein Spiele-Steckmodul der US-amerikanischen Firma Starpath für die Spielkonsole Atari 2600, die die Eigenschaften der Spielekonsole erheblich erweiterte und im Jahre 1982 zum ersten Mal erschien. Der Supercharger wurde von Bob Brown, einem früheren Atari-Ingenieur, entwickelt. Das Modul war ein normales Spielesteckmodul, das jedoch einen erheblich größeren Speicher als die üblichen Spielemodule enthielt und erhöhte damit den internen Speicher des Atari 2600 von 128 Bytes auf 6.272 Bytes. Damit konnten umfangreichere Spiele mit einer höheren Grafikauflösung auf der Plattform gespielt werden. 
Ein Kabel am hinteren Ende des Steckmodules war mit einem kleinen Klinkenstecker versehen, der in einen regulären Kassettenrekorder gesteckt wurde. So konnten die Spiele von den zusätzlich verkauften Programmkassetten in den Speicher des Supercharger geladen und dann gespielt werden.
Starpath verkaufte eine ganze Reihe von Spielen, die speziell für den Supercharger hergestellt worden waren. Am bekanntesten war das Spiel Phaser Patrol, welches zusammen mit dem Supercharger ausgeliefert wurde. Alle Spiele für den Supercharger wurden von Starpath entwickelt.
Der Supercharger wurde in Deutschland von der Firma Unimex aus Wiesbaden vertrieben. Dabei wurde das Gerät unter dem Namen "Unimex Supercharger SR 3000" verkauft. Die Anleitungen der Spiele wurde ins Deutsche übersetzt und teilweise auch die Titel der Spiele übertragen: So wurde aus dem amerikanischen Spiel Communist Mutants From Space im Deutschen dann einfach Angriff aus dem Weltraum.
Heute zählt unter Sammlern der Starpath Supercharger zu den begehrtesten Sammlerobjekten, da sich mit deren Hilfe auch eine von Cyberpunk Entertainment herausgebrachte CD-Spiele-Sammlung an den Atari 2600 anschließen lässt.

## Spiele für den Supercharger
- Communist Mutants From Space
- Suicide Mission
- Escape From The Mindmaster
- Dragonstomper
- Rabbit Transit
- Fireball
- Frogger
- Killer Satellites
- Labyrinth
- Party Mix
- Phaser Patrol
- Survival Island
- Sweat: The Decathlon Game
- Sword of Saros

## Bekannte Prototypen
- Labyrinth (frühe Version von Escape from the Mindmaster)
- Sweat: The Decathlon Game (wurde später als Summer Games von Epyx veröffentlicht)

## Kompatibilität
Der Supercharger ist kompatibel mit dem Atari 2600, Atari 2600 Jr. und der Sears Video Arcade Konsole.
Durch die Form des Supercharger passte das Modul nicht in den ColecoVisions Expansion Module #1, der für die ColecoVision-Konsole als Adapter diente, um darauf Atari-2600-Spiele zu spielen.  Wenn man jedoch das Gehäuse des Superchargers entfernte oder einen Extender verwendete, konnte der Supercharger auf dem ColecoVision betrieben werden (Extender wurde von Starpath an die Kunden verschickt, die sich wegen dieses Nachteils bei der Firma meldeten).
Der Supercharger funktionierte nicht mit vielen Atari-7800-Konsolen, die eigentlich kompatibel zum Atari 2600 sind. Lediglich einige frühe Modelle der Konsole konnten den Supercharger vernünftig ansprechen.